# عديمات الدرقة
عديمات الدرقة (الاسم العلمي: Anostraca) هي رتبة من الحيوانات تتبع صنف لحميات الدرقة من طائفة غلصميات الأرجل.